# 小田原機器
株式会社小田原機器（おだわらきき）は、神奈川県小田原市に本社を置くバスの運賃箱や両替機などを製造する会社。

## 沿革
1950年、富士フイルムの協力企業として発足した小田原鉄工所が前身で、当初の業務内容はモーターの自動捲線機の製造・販売であった。1965年より整理券発行機の製造を開始し、バス用機器製造に参入した。折りしも路線バスのワンマン化が日本各地で行なわれていた時期で、1972年に循環式運賃箱（運賃として投入された小銭で両替用につり銭を補充する構造）を発売、1993年現在では運賃箱に限っても日本全国の65%というシェアを有することになった。
1979年の組織変更に伴い、バス機器部門を小田原機器として、自動捲線機部門は小田原エンジニアリングに分社化され、母体となった小田原鉄工所は管理会社となっている。2008年にサクサと業務提携している。
2009年3月16日、JASDAQに上場した。
2017年9月30日、指月電機製作所から情報機器システム事業を譲受した。
2020年7月1日付で、小田原機器が同年5月11日に設立したアズマ（新法人）が、アズマ（旧法人）の事業を吸収分割により譲受した。

## 製品
1965年に整理券発行機を導入した当初、整理券はプラスチック製であった。
バスカードシステムについては1988年にRX-FA-I型（両替方式）・RX-FA-II型（つり銭方式）の各運賃箱で参入。カードを挿入して、処理後にカードを返却するまでの処理速度は0.7秒と、発売当初においては業界では最速であった。また、既存の運賃箱や乗車口などに設置する別付け用カードリーダーも製品化された。
ICカードに対応したRX-FAN型運賃箱の発売後、ICカードシステム導入などに伴う機器更新をきっかけに、それまで小田原機器の製品を導入していなかった事業者が新規導入（乗り換え）するケースが見られる。一方で西鉄バスのように、ICカードシステム導入で運賃箱だけをレシップ社製に転換（整理券発行機など他のシステムは引き続き小田原機器製を使用）するという逆のケースもある。
2020年には、みちのりホールディングス、ビザ・ワールドワイド・ジャパン、三井住友カードと共同で日本初となる路線バス用キャッシュレス運賃収受対応タブレット端末である「SELF」を開発。当初はVisaのタッチ決済、PayPay、Alipay、LINE Pay、楽天ペイに対応する。2020年7月29日から茨城交通の勝田・東海線に導入され、同年9月には岩手県北自動車の106急行バスにも導入。同年10月には福島交通と会津乗合自動車が運行する仙台空港 - 福島 - 会津若松線にも導入される予定となっている。
鉄道車両の運賃箱にも多数の納入実績がある。群馬県の上信電鉄とも取引があり、上信電鉄の1996年からのワンマン運転化に伴い、運賃箱を製造した。2005年には同社高崎駅の自動券売機や自動精算機も製造した。

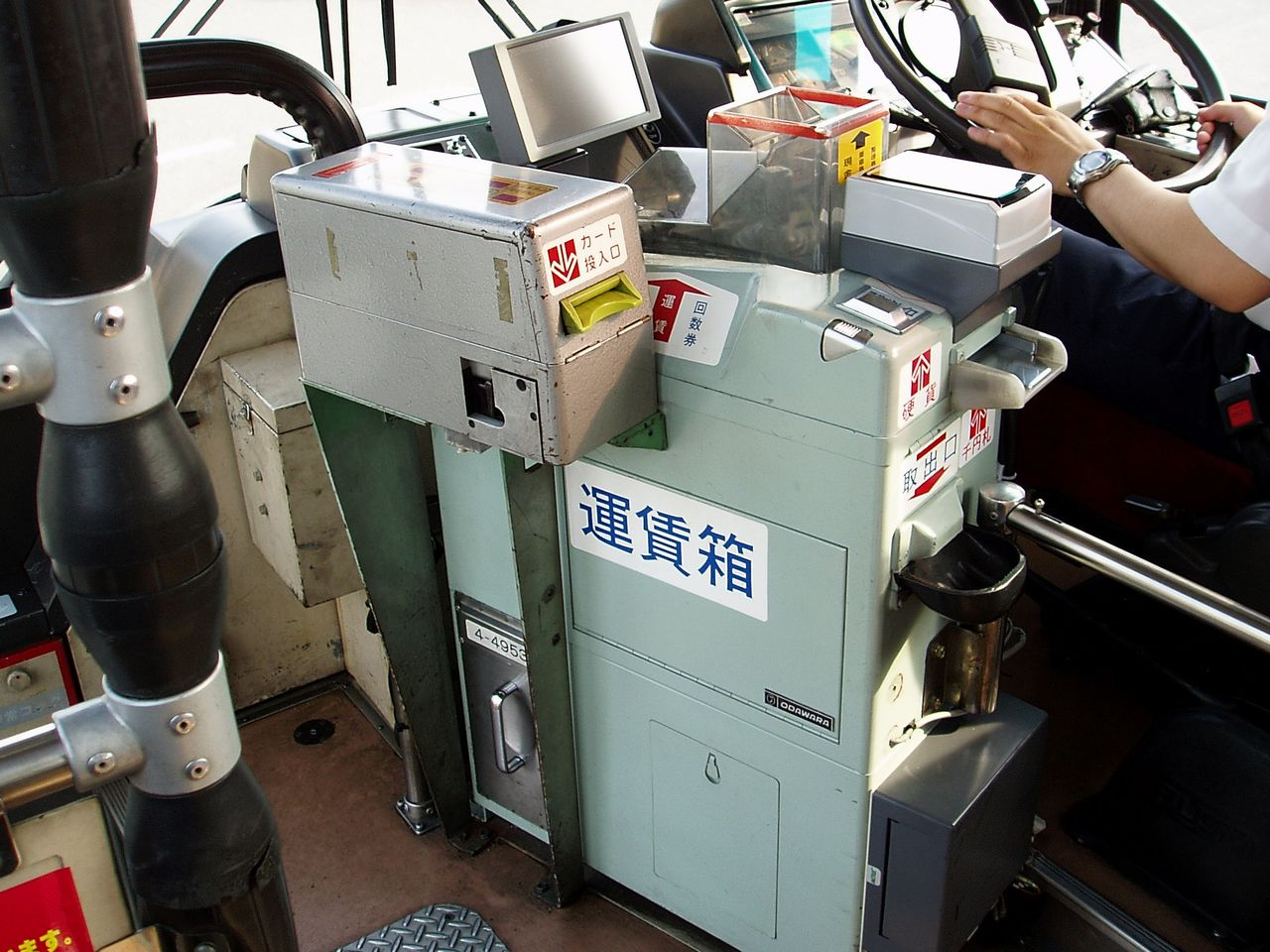
RX型運賃箱（JRバス中国）
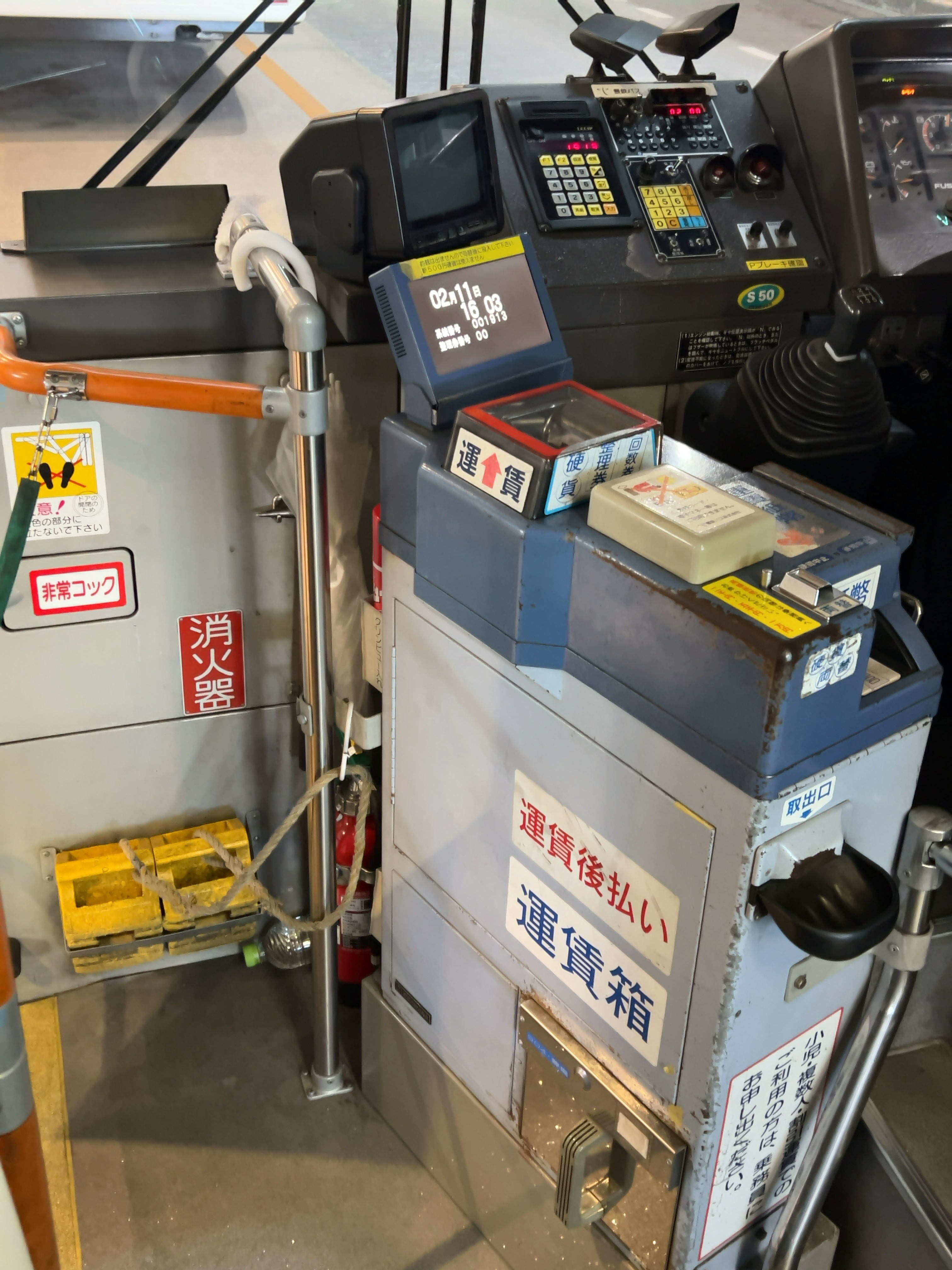
RX-FAN型運賃箱（豊鉄バス）
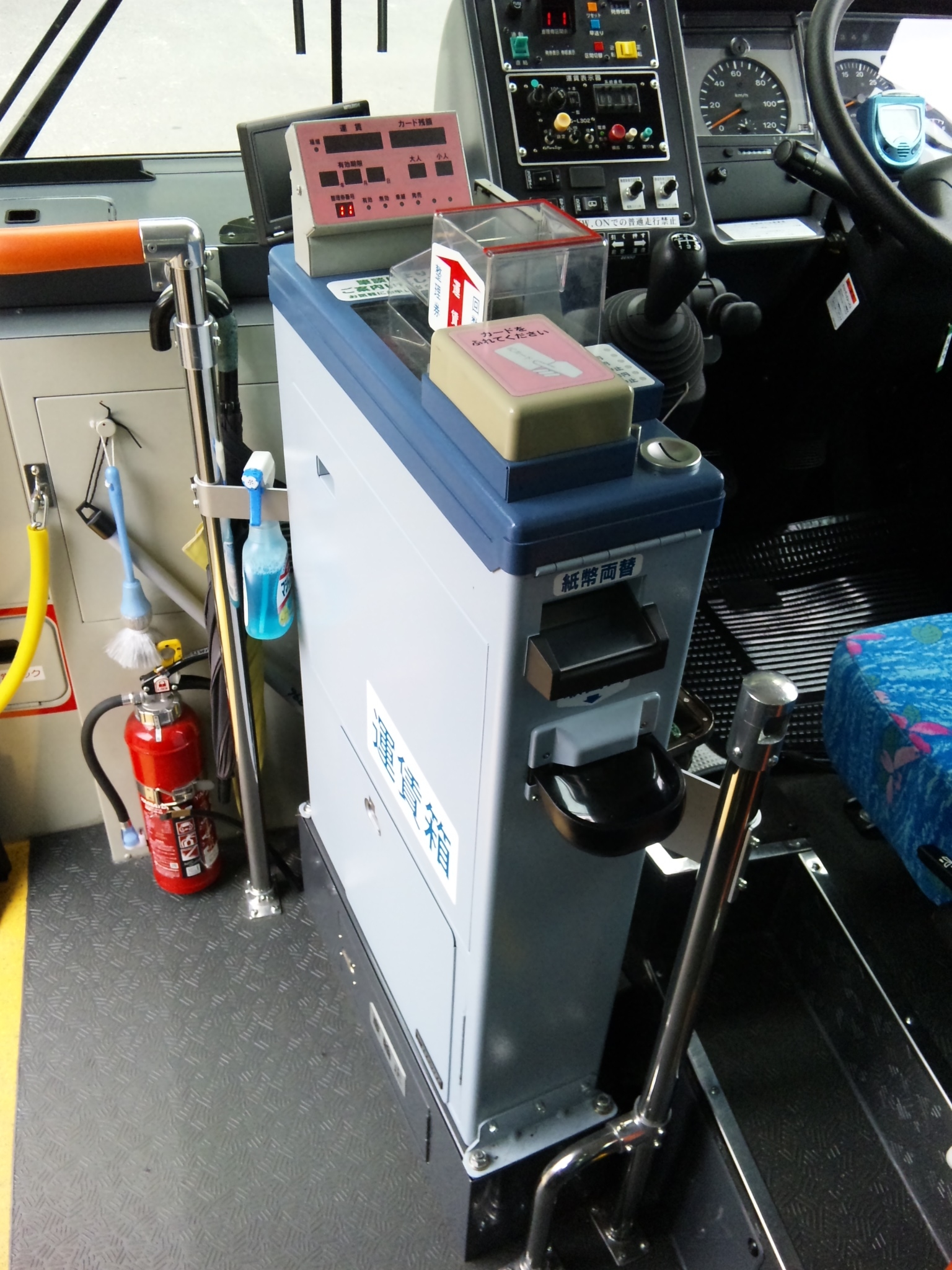
RX-NZS型運賃箱（佐世保市営バス）
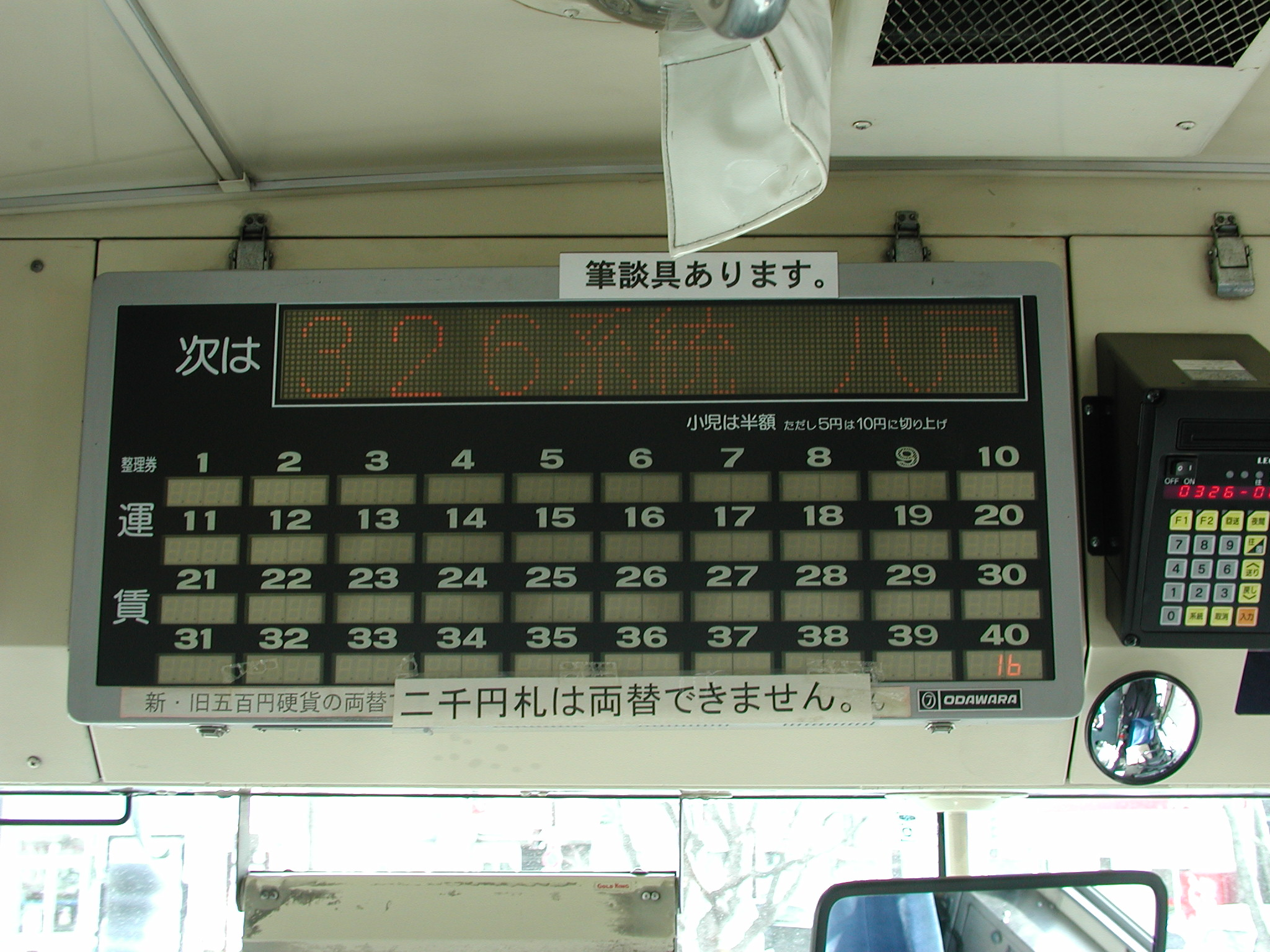
運賃表示器（八戸市交通部）
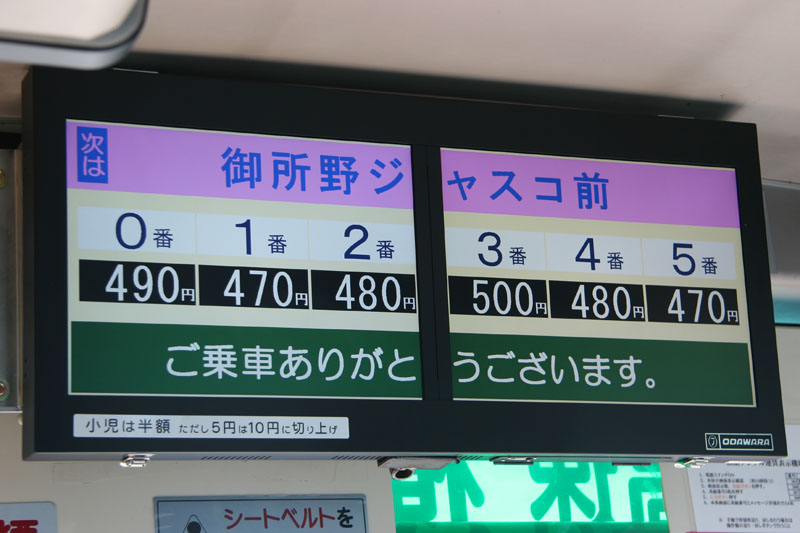
FL型液晶運賃表示器（羽後交通）
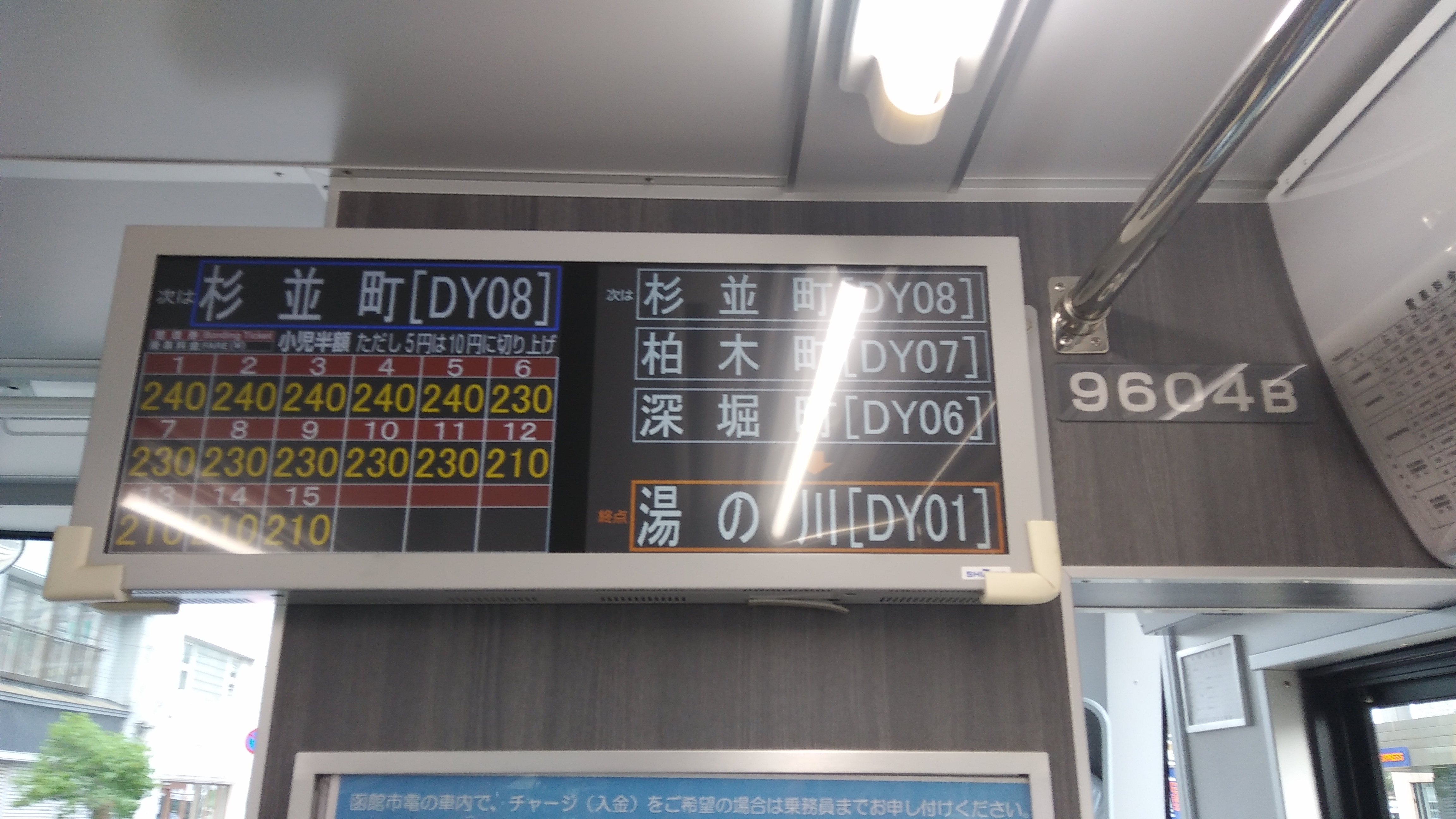
BFD型15インチ2画面液晶運賃表示器（旧指月電機製作所製、函館市交通局）